# Christian Peitz

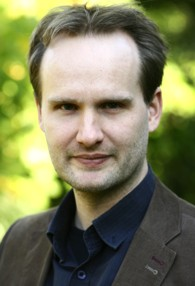
Christian Peitz

Christian Peitz (* 1974 in Münster) ist ein deutscher Autor und Hörspiel-Produzent.

## Leben und Wirken
Nachdem er zunächst eine Erzieher-Ausbildung absolviert hatte, studierte er anschließend an der Westfälischen Wilhelms-Universität in Münster Pädagogik. Peitz ist Diplom-Pädagoge mit Zusatzausbildung in klientenzentrierter Gesprächsführung nach Carl Rogers. Er leitet das LWL-Bildungszentrum Jugendhof Vlotho und ist zugleich als Referent für den Bereich „Frühkindliche Bildung“ tätig.
Seit 2001 wurden von ihm weit über 100 Märchen und Geschichten zu Kinderhörspielen für das Kulturradio des RBB für die Sendung Klassik für Kinder – Musikgeschichten und knifflige Rätsel für wache Ohren geschrieben und produziert. Die meisten seiner Geschichten sind Kunstmärchen für Kinder, die in dem fiktiven Land Lugabugien spielen, zum Teil sind es aber auch Bearbeitungen von klassischen Märchen der Brüder Grimm. Im Jahr 2005 gründete Peitz das Label HoerSketch, aus dem 2011 der TimpeTe-Verlag wurde, in dem seine Märchen seither auf CD und in Büchern als Selbstpublikationen veröffentlicht werden.

## Bibliografie

### Radio
- Märchenhörspiele als Teil der Sendung Klassik für Kinder – Musikgeschichten und knifflige Rätsel für wache Ohren im Kulturradio des RBB, laut eigenen Angaben zwischen Februar 2001 und April 2015 insgesamt 175 Sendungen.[4][5]

### Selbstpublikationen

#### Märchen

##### Buchausgaben
- Märchen aus Lugabugien. Märchenbuch, Minden 2014. ISBN 978-3-944055-12-1
- Rumpelstilzchen schlägt zurück. Märchenbuch, Minden 2013. ISBN 978-3-944055-10-7
- Fliege Nummer 8, Bilderbuchmärchen mit Illustrationen von Kilian Spaarwater, Münster 2013. ISBN 978-3-944055-06-0
- Teelöffelmärchen. Rührende Geschichten aus Lugabugien., Märchenbuch, TimpeTe, Münster 2013. ISBN 978-3-944055-09-1
- Zehn auf einen Streich. Wachgeküsste, neue und verdrehte Märchen aus Lugabugien., Märchenbuch, TimpeTe, Münster 2012. ISBN 978-3-944055-02-2
- Eselsohr und Hahnenkamm. Neue Märchen aus Lugabugien., Märchenbuch, TimpeTe, Münster 2012. ISBN 978-3-944055-01-5
- Der Märchenprinz im Märchenwald hört einen Schuss, der gar nicht knallt. Märchen aus Lugabugien., Märchenbuch, TimpeTe, Münster, 2012. ISBN 978-3-944055-00-8

##### Autor und Produzent von Hörspielen
- Rumpelstilzchen schlägt zurück. Hörspiel-CD, TimpeTe, Minden 2013. ISBN 978-3-944055-11-4
- Die Hexe im Zug. Hörspiel-CD, TimpeTe, Münster 2012. ISBN 978-3-944055-07-7
- Der Märchenprinz. Hörspiel-CD, HoerSketch, Münster 2010. ISBN 978-3-9812861-4-4
- Die Märchenprinzessin. Hörspiel-CD, HoerSketch, Münster 2010. ISBN 978-3-9812861-3-7
- Charles Dickens' Weihnachtsmärchen und andere Geschichten. U.a. nach Charles Dickens. Hörspiel-CD, HoerSketch, Münster 2008. ISBN 978-3-9811255-5-9
- Märchenzauber. Hörspiel-CD, HoerSketch, Münster 2007. ISBN 978-3-9811255-4-2
- Märchenhelden unterwegs. Hörspiel-CD, HoerSketch, Münster 2006. ISBN 978-3-9811255-2-8

#### Novellen
- Zwischenprüfung, Novelle, TimpeTe, Münster 2012. ISBN 978-3-944055-05-3
- Die Entführung, Novelle, TimpeTe, Münster 2013. ISBN 978-3-944055-08-4

#### Sachbücher
- Märchen für die Bühne – Stücke und Ideen für viele Anlässe. Theater-Manuskripte, TimpeTe, Münster 2012. ISBN 978-3-944055-04-6
- Kindheit – Heldenzeit: Märchen, Bildung und Entwicklung. TimpeTe, Minden, 2014. ISBN 978-3-944055-14-5

### Fachmedien

#### Fachbuch
- Bildungsziel: Sprachkompetenz. Diplomarbeit. Verlag Dr. Müller, Saarbrücken 2007. ISBN 978-3-8364-0424-2

#### CD/DVDs
- Kommunikation in der Pflege. DVD-Video. Zusammen mit Michael Gagelmann. Elsevier, Urban & Fischer, München 2006. ISBN 3-437-27760-X
- Hörspiele für Senioren. CD. Elsevier, Urban & Fischer, München 2007. ISBN 978-3-437-28290-4
- Praxisreflexion Pflege. CD. Elsevier, Urban & Fischer, München 2008. ISBN 978-3-437-28440-3

#### Aufsätze in Zeitschriften
- Kinderradio – Ein vergessenes Medium. In: Spielen und Lernen. Family Media, Freiburg 2006.
- Spannendes auf UKW. In: Kindergarten heute. Verlag Herder, Freiburg 2006.
- Aschenputtel und Rotkäppchen anderswo. In: Kindergarten heute. Verlag Herder, Freiburg 2007.
- Kinder mischen sich ein. In: Kindergarten heute. Verlag Herder, Freiburg 2007.
- Willkommen in der Märchenküche: Kreatives Schreiben als Ansatz der Märchenreflexion. In: Deutsch differenziert. Westermann Verlag, Braunschweig 2014.